# Bruchophagus quinlani
Bruchophagus quinlani är en stekelart som beskrevs av T.C. Narendran 1994. Bruchophagus quinlani ingår i släktet Bruchophagus och familjen kragglanssteklar.
Artens utbredningsområde är Nepal. Inga underarter finns listade.